# Жамаль Алі
Жамаль Алі Хамза (араб. جمال علی حمزه; нар. 2 лютого 1956, Ірак) — іракський футболіст та тренер, виступав на позиції півзахисника.

## Клубна кар'єра
Футбольну кар'єру розпочав у 1975 році в складі «Ат-Талаби», кольори якого захищав протягом усієї професіональної кар'єри, яку завершив у 1987 році.

## Кар'єра в збірній
Вперше до матчів за національні збірній почав залучатися в 1977 році. Того року дебютував у футболці юнацької збірної країни U-19 на юнацькому чемпіонаті АФК 1975 у Кувейті, яка зіграла в нульову нічию зі збірною Ірану. Отримував виклик до другої національної збірної Іраку, яка брала участь у Кубку Мердека 1977 року в Південній Кореї. У футболці цієї команди провів 17 матчів. Учасник Олімпійських ігор 1980 року в Москві. На цьому турнірі зіграв 4 матчі. У 1986 році був викликаний тренером Еварісто де Маседо для участі в Чемпіонаті світу 1986 року, де команда Іраку вилетіла за підсумками групового етапу. Проте став одним з чотирьох гравців іракців, які на турнірі в Мексиці не зіграли жодного поєдинку.

## Кар'єра тренера
По завершенні кар'єри гравця розпочав тренерську діяльність. З 2013 по 2015 рік очолював іракський клуб «Аль-Мінаа». У 2016 році виїхав до ОАЕ, де став головним тренером клубу «Аль-Арабі».

## Стиль гри
Один з найталановитіших півзахисників свого покоління. Згодом був переведений на позицію лівого захисника.

## Титули і досягнення
- Переможець Юнацького (U-19) кубка Азії: 1975